# Saison 2013 de l'équipe cycliste Specialized-Lululemon
Vous lisez un « bon article » labellisé en 2015.
La saison 2013 de l'équipe cycliste Specialized-Lululemon est la douzième saison de la structure professionnelle de cyclisme sur route féminin Specialized-Lululemon, connue de 2002 à 2007 sous le nom de T-Mobile.
Au niveau de l'effectif de l'équipe pour la nouvelle saison, l'équipe recrute deux Américaines, Carmen Small et Tayler Wiles, ainsi qu'une Canadienne, Gillian Carleton, et les coureuses Charlotte Becker, Emilia Fahlin, Chloe Hosking, Clara Hughes et Amber Neben quittent le groupe en cette année post-olympique. L'année est marquée par l'importante chute de la sprinteuse de l'équipe Ina-Yoko Teutenberg en mars. Les séquelles de l'accident l'obligent à mettre un terme à sa saison dans un premier temps, puis à sa carrière. Ellen van Dijk est la coureuse de l'équipe qui se montre la plus régulière : elle finit dans le top 10 de six des huit épreuves de Coupe du monde où elle prend la troisième place finale, tout comme dans le classement UCI, et elle remporte surtout les championnats du monde de contre-la-montre. Evelyn Stevens, après avoir manqué la Flèche wallonne à cause d'une chute, termine cinquième du Tour d'Italie, troisième de la Route de France, sous les couleurs américaines, quatrième des championnats du monde de contre-la-montre et cinquième sur l'épreuve en ligne ; elle termine l'année à la septième place du classement UCI. Dans ce même classement, l'équipe est deuxième, et finit troisième dans celui de la Coupe du monde. Comme l'année précédente, l'équipe s'illustre dans les contre-la-montre par équipes, où elle est quasiment invaincue, et remporte le championnat du monde de la spécialité.

## Préparation de la saison

### Partenaires et financement de l'équipe

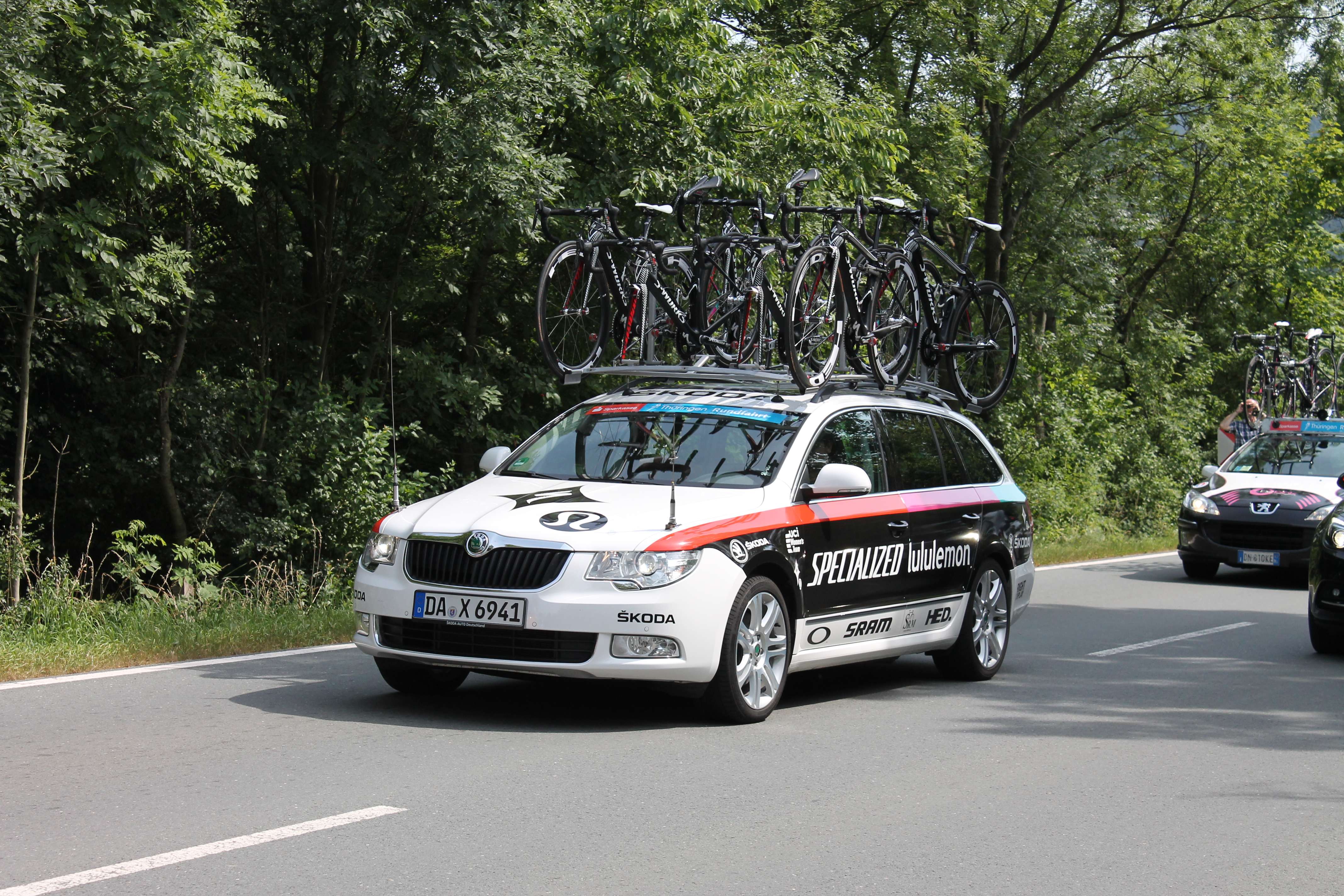
Voiture de l'équipe

Les partenaires principaux de l'équipe sont le fabricant de cycle Specialized et une entreprise d'habillement sportif Lululemon Athletica. Les autres partenaires sont HED Wheels, Oakley, First Endurance, HTC, SRM, Ceramic Speed, Continental, Lezyne, PowerBar, Skoda, Elite, SciCon, Defeet, Action Wipes, BG Sportpartner, SVL Sport Insurance et DZ Nuts.
Comme l'année précédente, les vélos sont des Specialized Amira SL4 pour les épreuves en ligne et des S-Works Shiv pour les contres-la-montre. Specialized fournit également les casques, les selles et les chaussures. Les vélos sont équipés en SRAM, les pédales sont des Speedplay.

### Arrivées et départs
L'effectif passe de treize à onze coureuses. En 2013, le recrutement se fait essentiellement en provenance des États-Unis, pays qui est le plus représenté dans l'effectif. L'équipe court sous licence américaine.
L'équipe recrute deux jeunes coureuses : l'Américaine Tayler Wiles, professionnelle depuis deux ans dans la formation Exergy-Twenty12 et a participé aux Jeux olympiques, ainsi que la Canadienne Gillian Carleton, membre de l'équipe sur piste aux jeux ayant pris la médaille de bronze sur 3 000 mètres. Elle a également montré ses capacités en contre-la-montre et en prologue durant l'Exergy Tour. Carmen Small, une Américaine avec de l'expérience, vient également rejoindre l'équipe. Elle était la leader dans la formation Optum-Kelly Benefit Strategies et s'est principalement illustrée dans les courses américaines. Ses qualités de grimpeuse doivent lui permettre d'aider Evelyn Stevens.
Après l'année olympique 2012, Clara Hughes décide de se retirer du circuit international. Charlotte Becker rejoint l'équipe Argos-Shimano, alors qu'Emilia Fahlin, Chloe Hosking partent chez Hitec Products UCK. Amber Neben s'engage avec Pasta Zara-Cogeas.
Le camp d'entraînement hivernal de l'équipe a lieu en décembre au Portugal, dans la région de l'Algarve. Les athlètes y participent entre autres à des séances de yoga . Un second stage se déroule à Majorque pour l'équipe allant courir au Qatar.
| Arrivée          | Équipe 2012                    |
| ---------------- | ------------------------------ |
| Gillian Carleton | Équipe nationale canadienne    |
| Carmen Small     | Optum-Kelly Benefit Strategies |
| Tayler Wiles     | Exergy-Twenty12                |

| Départ           | Équipe 2013        |
| ---------------- | ------------------ |
| Charlotte Becker | Argos-Shimano      |
| Emilia Fahlin    | Hitec Products UCK |
| Chloe Hosking    | Hitec Products UCK |
| Clara Hughes     | retraite           |
| Amber Neben      | Pasta Zara-Cogeas  |

### Objectifs
Le calendrier de l'équipe est similaire à celui de l'année précédente. Les courses américaines doivent prendre toutefois plus de place afin de mieux correspondre aux attentes des partenaires. L'objectif principal de la saison est la défense du titre de champion du monde de contre-la-montre par équipe de marques.
Evelyn Stevens souhaite quant à elle récidiver sur la Flèche wallonne et s'imposer sur le Tour d'Italie féminin. Kristy Scrymgeour espère que l'équipe va également remporter le Tour des Flandres.

## Coureurs et encadrement technique

### Effectif
| Coureur             | Date de naissance | Nationalité | Équipe 2012                    |
| ------------------- | ----------------- | ----------- | ------------------------------ |
| Lisa Brennauer      | 8 juin 1988       | Allemagne   | Specialized-Lululemon          |
| Gillian Carleton    | 3 décembre 1989   | Canada      | Équipe nationale canadienne    |
| Katie Colclough     | 20 janvier 1990   | Royaume-Uni | Specialized-Lululemon          |
| Loren Rowney        | 14 octobre 1988   | Australie   | Specialized-Lululemon          |
| Carmen Small        | 20 avril 1980     | États-Unis  | Optum-Kelly Benefit Strategies |
| Ally Stacher        | 8 juin 1987       | États-Unis  | Specialized-Lululemon          |
| Evelyn Stevens      | 9 mai 1983        | États-Unis  | Specialized-Lululemon          |
| Ina-Yoko Teutenberg | 28 octobre 1974   | Allemagne   | Specialized-Lululemon          |
| Ellen van Dijk      | 2 février 1987    | Pays-Bas    | Specialized-Lululemon          |
| Tayler Wiles        | 20 juillet 1989   | États-Unis  | Exergy-Twenty12                |
| Trixi Worrack       | 28 septembre 1981 | Allemagne   | Specialized-Lululemon          |

### Encadrement
Les principaux membres de l'encadrement restent les mêmes qu'en 2012. Ainsi Ronny Lauke est le directeur sportif depuis 2008. Kristy Scrymgeour dirige l'équipe. Jens Zemke, ancien directeur sportif adjoint est parti dès le début 2012. Lars Schniffner rejoint l'équipe en tant que soigneur, Sebastian Nittke en tant que mécanicien. Beth Duryea, la soigneuse, joue le rôle de directeur sportif occasionnellement. Lars Schiffner est également soigneur,. Les mécaniciens sont Oliver Grabowski et Sebastian Nittke,.

## Déroulement de la saison

### Janvier - février: courses de préparations
Début janvier, Trixi Worrack s'impose lors des championnats d'Allemagne de cyclo-cross. À la fin du mois, l'équipe prend part au Tour du Qatar. Lisa Brennauer termine troisième de la première étape au sprint. Le lendemain, Trixi Worrack est deuxième et Ellen van Dijk troisième. Cette dernière est à la deuxième place lors de la troisième étape ce qui lui permet d'obtenir la troisième place du classement général final.

### Février - mars: classiques
La fin février et le mois de mars sont très prolifiques pour Ellen van Dijk. Fin février, elle remporte la première victoire de prestige sur route de la saison en s'imposant dans Le Samyn des Dames. Elle part seule à 35 km du but pour finalement couper la ligne avec trois minutes d'avance sur le groupe de poursuite. Début mars, lors du Tour de Drenthe, elle part en échappée avec Marianne Vos et termine deuxième du sprint. Le 24 mars, lors du Trofeo Alfredo Binda-Comune di Cittiglio, elle se classe troisième devancée par Emma Johansson dans le sprint pour la deuxième place. Enfin, fin mars, elle termine deuxième du Tour des Flandres derrière Marianne Vos. Vos, Emma Johansson et Elisa Longo Borghini se sont échappées dans le vieux Quaremont avant que van Dijk ne revienne seule. Finalement les quatre femmes se disputent la victoire au sprint. Ellen regrette de ne pas avoir réussi à distancer Vos.
Le mois de mars est également marqué par la grave chute d'Ina Teutenberg lors du Drentse 8. Elle souffre d'une commotion cérébrale et doit renoncer aux classiques de printemps. Sa récupération n'est pas aussi rapide qu'espérée,. Finalement, en juin, elle prend la décision de ne plus courir durant cette saison, ayant des difficultés à s'entraîner dans de bonnes conditions.
Fin mars, Gillian Carleton gagne au sprint la troisième étape de la San Dimas Stage Race. Evelyn Stevens ne défend pas son titre sur la Flèche wallonne à cause d'une lourde chute lors de la Classica Citta di Padova. Elle souffre de dents cassées et de nombreuses plaies. Ellen van Dijk termine sixième, tandis que Katie Colclough a tenté une échappée dans le final.

### Avril - mai: tours d'une semaine
Lors du Energiewacht Tour, Ellen van Dijk est deuxième de la première étape au sprint derrière Kirsten Wild. Le lendemain, Lisa Brennauer est quatrième devant van Dijk. Cette dernière gagne la troisième étape a qui est un contre-la-montre puis finit deuxième de la quatrième étape. Elle s'impose finalement au classement général. Trixi Worrack est cependant victime d'une chute du samedi sur la course et se casse la clavicule. Elle est indisponible deux mois,. Le 20 avril, Ellen van Dijk gagne également le contre-la-montre du circuit de Borsele. Lors du Gracia Orlova, Evelyn Stevens remporte la première étape, Loren Rowney la cinquième, tandis qu'Ellen van Dijk gagne le prologue, la deuxième et la quatrième étape ainsi que le classement général et le classement par points.
Début avril, Carmen Small participe aux Jeux panaméricains. Elle termine deuxième du contre-la-montre battue par la Mexicaine Íngrid Drexel de plus de deux minutes.
Après avoir failli être annulé, le Tour du Languedoc-Roussillon a finalement lieu mi-mai. Lisa Brennauer prend la troisième place de la première étape. Loren Rowney gagne la quatrième étape dans un sprint massif. Lisa gagne le contre-la-montre de la cinquième étape avec 30 secondes d'avance. Enfin Gillian Carleton s'impose sur la sixième et dernière étape en faisant le kilomètre alors qu'elle se trouve dans une échappée de quatre coureuses. Au classement général, Lisa Brennauer finit huitième, les écarts s'étant fait lors de la deuxième étape, très montagneuse, remportée par Emma Pooley, la vainqueur finale,,.
Fin mai, Carmen Small s'impose le vingt au Chrono Gatineau, puis confirme en se surpassant le vingt-cinq pour remporter le titre de champion national du contre-la-montre américain,.

### Juin - juillet: épreuves à étapes
En juin, Evelyn Stevens confirme son retour en forme. Elle s'impose dans la Philadelphia Cycling Classic en étant la plus rapide dans la montée du mur de Manayunk puis en devançant dans les derniers mètres Joëlle Numainville. À la Durango-Durango Emakumeen Saria, Evelyn Stevens termine troisième derrière Marianne Vos et Emma Johansson. Ellen van Dijk obtient la septième place. L'équipe participe ensuite à l'Emakumeen Euskal Bira, Loren Rowney est septième de la première étape, Evelyn Stevens cinquième de la deuxième et du contre-la-montre de la troisième étape. Elle est seconde de la quatrième étape et termine donc l'épreuve à la troisième place du classement général derrière Emma Johansson et Elisa Longo Borghini. Aux États-Unis, Carmen Small remporte le contre-la-montre inaugural du Nature Valley Grand Prix, tandis que Tayler Wiles est troisième de la sixième étape. Carmen Small est troisième du Tour. Sur le Tour du Trentin, l'équipe se classe deuxième du contre-la-montre par équipes inaugural qui est vallonné derrière l'équipe BePink. Sur l'étape de l'après-midi, Stevens gagne en devançant de trente-huit secondes Emma Johansson. Elle gère dans la dernière étape pour finalement inscrire son nom au palmarès,.
À la fin du mois, lors des championnats nationaux, les membres de l'équipe remportent trois titres. Ellen van Dijk gagne en contre-la-montre aux Pays-Bas, Lisa Brennauer fait de même en Allemagne, tandis que Trixi Worrack est deuxième de l'épreuve. Sur la course en ligne, les deux coureuses se trouvent la bonne échappée de dix unité qui se dispute la victoire. Lisa Brennauer lance le sprint pour Trixi Worrack qui s'impose et obtient donc le titre.
L'équipe arrive donc avec de grandes ambitions sur le Tour d'Italie. Evelyn Stevens, la leader de l'équipe, perd cinquante-cinq secondes sur Marianne Vos lors de la troisième étape. Le lendemain, elle prend la deuxième place lors de la quatrième étape, trois secondes derrière la Néerlandaise et remonte à la quatrième place du classement général. Mais, lors de la montagneuse cinquième étape, elle perd trois minutes cinquante-cinq sur Mara Abbott et devient huitième du total. Le lendemain elle prend la cinquième place à une minute cinquante-deux du même maillot rose. Elle est alors septième du classement général. Le dernier jour, Ellen van Dijk s'impose lors du contre-la-montre, Stevens fait deuxième. Cette dernière termine à la cinquième place du classement général à dix secondes de la quatrième place détenue par Shara Gillow,.
En juillet, lors du Tour de Thuringe, Ellen van Dijk se classe quatrième de la première étape. Carmen Small remporte la deuxième étape au sprint. Lors de la quatrième étape, qui est un contre-la-montre, Ellen van Dijk finit deuxième trente-cinq secondes derrière Shara Gillow et Lisa Brennauer cinquième. Elle devient alors troisième du classement général. Lisa Brennauer prend la deuxième place lors de l'ultime étape légèrement détachée et conserve ainsi la troisième marche du podium au classement général final.

### Août: Route de France, puis Suède

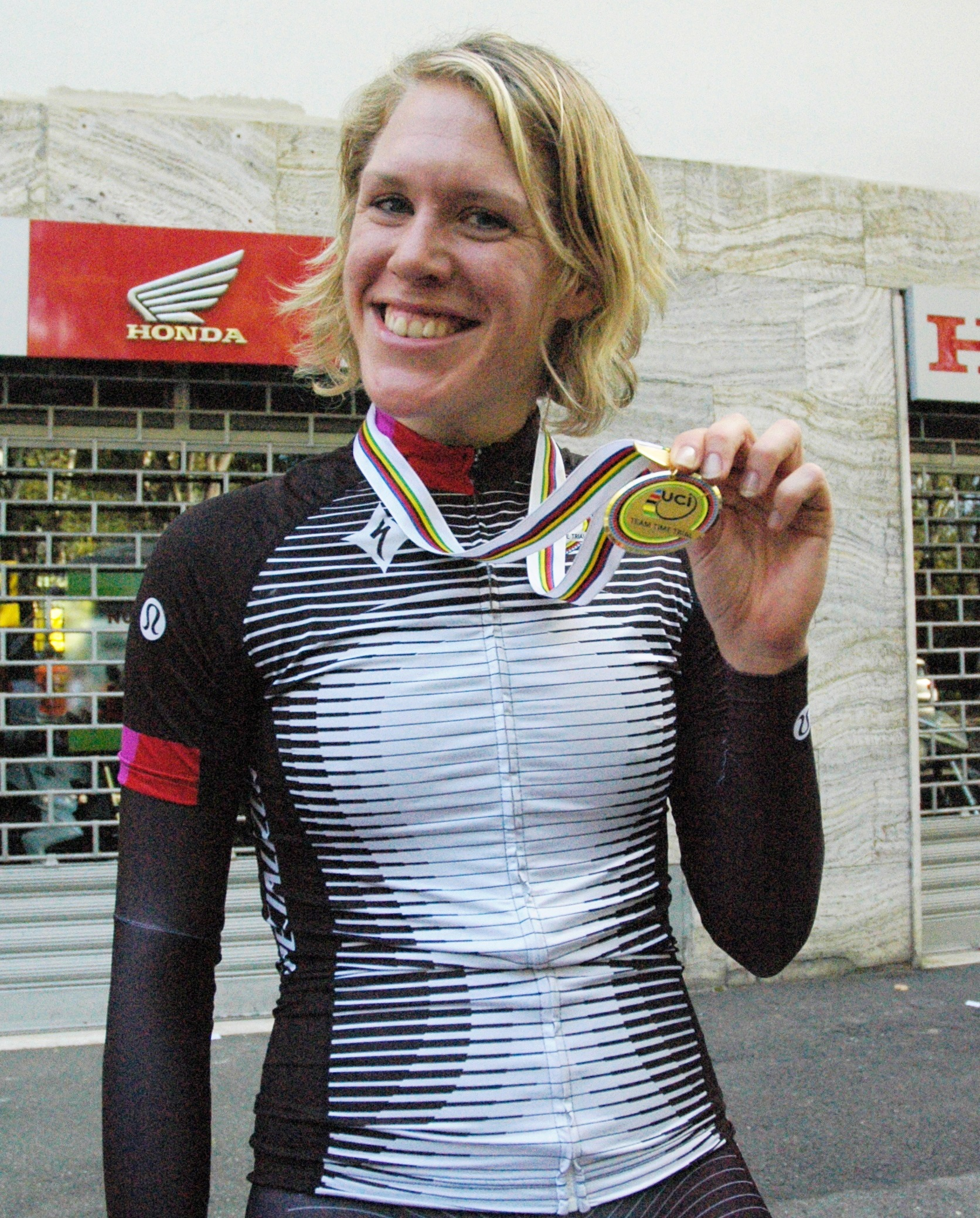
Ellen van Dijk remporte le championnat du monde contre-la-montre

La Route de France prend le départ le trois août : c'est le second grand tour de la saison. L'équipe Specialized-Lululemon ne prend pas le départ, mais deux de ses membres participent avec la sélection américaine : Evelyn Stevens et Ally Stacher. La première termine cinquième du prologue. Après six étapes remportées au sprint par Giorgia Bronzini, la dernière étape est plus disputée. Stevens produit une attaque dans une ascension difficile, Linda Villumsen, dans l'équipe de 2007 à 2010, la suit puis la contre, creusant l'écart dans la descente. Elle finit avec une avance plus de cinq minutes et gagne par la même occasion la Route de France. Stevens est reprise par le second groupe, les écarts du prologue lui permettent malgré tout de monter sur la troisième marche du podium,.
Pour l'Open de Suède Vårgårda TTT, l'équipe affirme une fois de plus sa suprématie sur l'exercice chronométré. Lors de la course en ligne, une échappée se forme dans les premiers kilomètres avec Lisa Brennauer. Une contre-attaque part ensuite avec Evelyn Stevens attentive. Loes Gunnewijk et Roxane Knetemann s'extirpent du groupe de tête pour compter jusqu'à une minute trente d'avance. Finalement l'équipe Specialized-Lululemon provoque le regroupement : la tête de la course compte dix coureuses avec Ellen van Dijk et Stevens. Après une attaque de Marianne Vos, elles ne sont plus que six dont les deux de l'équipe. Stevens joue son va-tout dans les derniers kilomètres mais est reprise. Finalement elle finit sixième, van Dijk quatrième après une belle course d'équipe.
Au Lotto-Decca Tour, l'équipe remporte le contre-la-montre par équipe inaugural. Ellen van Dijk endosse le maillot de leader. Lisa Brennauer prend la deuxième place de la troisième étape au sprint et prend la tête du classement général. Brennauer, Van Dijk et Small sont alors les trois premières au classement général. La Néerlandaise termine troisième de la dernière étape qui a lieu Grammont et s'assure ainsi la victoire au général, Lisa Brennauer est deuxième,. L'équipe ne se présente pas avec une équipe complète au Grand Prix de Plouay-Bretagne. Evelyn Stevens y termine vingtième.

### Septembre: Championnats du monde

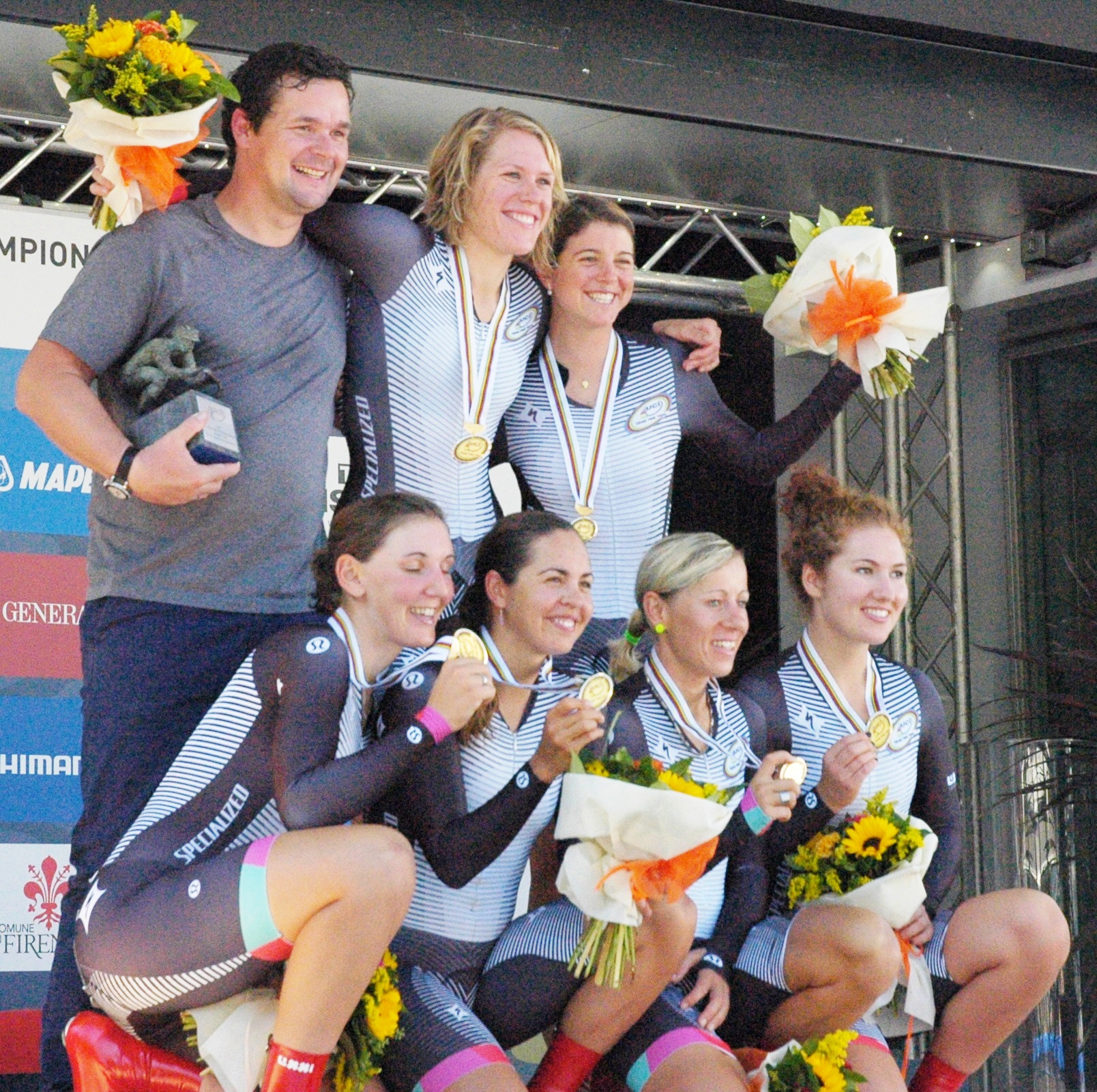
L'équipe s'impose sur le championnat du monde contre-la-montre par équipe. De gauche à droite : (debout) Ronny Lauke, van Dijk, Stevens, (accroupies) Brennauer, Small, Worrack et Colclough

Lors du Boels Ladies Tour, début septembre, Trixi Worrack prend la troisième de la première étape, puis l'équipe gagne le lendemain dans le contre-la-montre par équipe. Worrack s'empare alors du maillot de leader du général, qu'elle conserve jusqu'à la dernière étape. Toutefois, c'est finalement van Dijk, jusqu'alors deuxième à quatre secondes, qui s'impose, l'ultime étape étant mouvementée. Trixi Worrack termine sixième du général,. Ellen van Dijk remporte le 15 le chrono champenois avec plus d'une minute d'avance sur la seconde Carmen Small.
Le Tour de Toscane féminin-Mémorial Michela Fanini, renommée cette année « premondiale » car il se dispute en Toscane tout comme les championnats du monde, n'apporte pas de résultat notables à l'équipe. Lors du contre-la-montre par équipe de marques du championnat du monde, objectif désigné de la saison, l'équipe s'impose avec une moyenne d'environ 51 km/h et plus d'une minute d'avance sur l'équipe Rabo women. La composition de l'équipe est : Trixi Worrack, Ellen van Dijk, Evelyn Stevens, Carmen Small, Katie Colclough et Lisa Brennauer. Elles expriment une grande joie après leur victoire,. L'équipe de contre-la-montre par équipe est donc, comme en 2012, quasiment invaincue de la saison, elle a en effet pris la deuxième place de celui du Tour du Trentin.
Par la suite, les membres de l'équipe rejoignent leur sélection respective. Lors de l'épreuve chronométrée individuelle, Ellen van Dijk s'empare du maillot irisé. Elle déclare à l'arrivée que c'est pour elle un rêve qui se réalise. C'est le fruit d'une préparation méticuleuse avec de nombreuses reconnaissances du parcours en se faisant filmer pour améliorer le passage des courbes. Dans la même épreuve, Carmen Small prend le bronze, Evelyn Stevens est quatrième à seulement quatre centième de Small, Trixi Worrack se classe cinquième, Lisa Brennauer onzième,.
L'épreuve en ligne offre un circuit difficile. Evelyn Stevens est la seule membre de l'équipe dans le groupe de tête d'une dizaine d'unités qui se dispute la victoire. Elle termine cinquième.

## Bilan de la saison
Le début de saison est marqué par les chutes d'Ina-Yoko Teutenberg, d'Evelyn Stevens et de Trixi Worrack. Ellen van Dijk est une source de satisfaction. Elle finit sur les podiums des trois premières épreuves de coupe du monde la saison et gagne son championnat national et le championnat du monde en contre-la-montre. L'équipe se montre archi-dominante sur les contre-la-montre par équipes,. Elle remporte par ailleurs trente victoires UCI sur route dans la saison, ce qui en fait la formation ayant le plus gagné devant la Rabobank-Liv Giant.

### Victoires
| Date         | Course                                                       | Pays       | Cat. | Vainqueur             |
| ------------ | ------------------------------------------------------------ | ---------- | ---- | --------------------- |
| 13 janvier   | Championnat d'Allemagne de cyclo-cross                       | Allemagne  | CN   | Trixi Worrack         |
| 27 février   | Le Samyn des Dames                                           | Belgique   | 1.2  | Ellen van Dijk        |
| 5 avril      | 3e étape secteur a de l'Energiewacht Tour                    | Pays-Bas   | 2.2  | Ellen van Dijk        |
| 7 avril      | Classement général du Energiewacht Tour                      | Pays-Bas   | 2.2  | Ellen van Dijk        |
| 24 avril     | Prologue du Gracia Orlova                                    | Tchéquie   | 2.2  | Ellen van Dijk        |
| 25 avril     | 1re étape de Gracia Orlova                                   | Tchéquie   | 2.2  | Evelyn Stevens        |
| 26 avril     | 2e étape de Gracia Orlova                                    | Tchéquie   | 2.2  | Ellen van Dijk        |
| 27 avril     | 4e étape de Gracia Orlova                                    | Tchéquie   | 2.2  | Ellen van Dijk        |
| 28 avril     | 5e étape de Gracia Orlova                                    | Tchéquie   | 2.2  | Loren Rowney          |
| 28 avril     | Classement à points de Gracia Orlova                         | Tchéquie   | 2.2  | Ellen van Dijk        |
| 28 avril     | Classement général du Gracia Orlova                          | Tchéquie   | 2.2  | Ellen van Dijk        |
| 20 mai       | 4e étape du Tour du Languedoc Roussillon                     | France     | 2.2  | Loren Rowney          |
| 21 mai       | 5e étape du Tour du Languedoc Roussillon                     | France     | 2.2  | Lisa Brennauer        |
| 22 mai       | 6e étape du Tour du Languedoc Roussillon                     | France     | 2.2  | Gillian Carleton      |
| 21 mai       | Chrono Gatineau                                              | Canada     | 1.2  | Carmen Small          |
| 25 mai       | Championnat des États-Unis contre-la-montre                  | États-Unis | CN   | Carmen Small          |
| 2 juin       | Philadelphia Cycling Classic                                 | États-Unis | 1.2  | Evelyn Stevens        |
| 15 juin      | 1re étape secteur b du Tour du Trentin international féminin | Italie     | 2.1  | Evelyn Stevens        |
| 16 juin      | Classement général du Tour du Trentin international féminin  | Italie     | 2.1  | Evelyn Stevens        |
| 19 juin      | Championnat des Pays-Bas contre-la-montre                    | Pays-Bas   | CN   | Ellen van Dijk        |
| 21 juin      | Championnat d'Allemagne contre-la-montre                     | Allemagne  | CN   | Lisa Brennauer        |
| 22 juin      | Championnat d'Allemagne sur route                            | Allemagne  | CN   | Trixi Worrack         |
| 7 juillet    | 8e étape du Tour d'Italie féminin                            | Italie     | 2.1  | Ellen van Dijk        |
| 11 juillet   | Championnat d'Allemagne de poursuite                         | Allemagne  | CN   | Lisa Brennauer        |
| 16 juillet   | 2e étape du Tour de Thuringe                                 | Allemagne  | 2.1  | Carmen Small          |
| 16 août      | Contre-la-montre par équipes de Vårgårda                     | Suède      | CDM  | Specialized-Lululemon |
| 23 août      | 1re étape du Lotto-Decca Tour                                | Belgique   | 2.2  | Specialized-Lululemon |
| 26 août      | Classement général du Lotto-Decca Tour                       | Belgique   | 2.2  | Ellen van Dijk        |
| 4 septembre  | 2e étape du Brainwash Ladies Tour                            | Pays-Bas   | 2.1  | Specialized-lululemon |
| 8 septembre  | Classement général du Brainwash Ladies Tour                  | Pays-Bas   | 2.1  | Ellen van Dijk        |
| 15 septembre | Chrono champenois                                            | France     | 1.1  | Ellen van Dijk        |
| 22 septembre | Championnat du monde du contre-la-montre par équipes         |            | CM   | Specialized-Lululemon |
| 24 septembre | Championnat du monde contre-la-montre                        |            | CM   | Ellen van Dijk        |

### Résultats sur les courses majeures

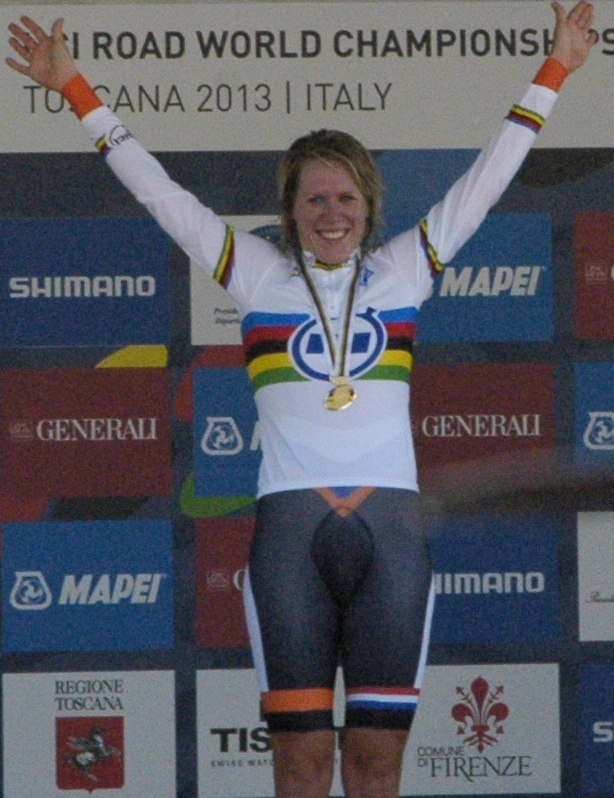
Ellen van Dijk dans son maillot de championne du monde

#### Coupe du monde
| Date     | # | Course                                   | Meilleure classée     | Classement |
| -------- | - | ---------------------------------------- | --------------------- | ---------- |
| 9 mars   | 1 | Tour de Drenthe                          | Ellen van Dijk        | 2e         |
| 24 mars  | 2 | Trofeo Alfredo Binda-Comune di Cittiglio | Ellen van Dijk        | 3e         |
| 31 mars  | 3 | Tour des Flandres                        | Ellen van Dijk        | 2e         |
| 17 avril | 4 | Flèche wallonne                          | Ellen van Dijk        | 6e         |
| 12 mai   | 5 | Tour de l'île de Chongming               | -                     | -          |
| 16 août  | 6 | Open de Suède Vårgårda TTT               | Specialized-Lululemon | 1re        |
| 18 août  | 7 | Open de Suède Vårgårda                   | Ellen van Dijk        | 4e         |
| 31 août  | 8 | Grand Prix de Plouay-Bretagne            | Evelyn Stevens        | 20e        |

Ellen Van Dijk termine troisième du classement final, Evelyn Stevens dixième, l'équipe troisième.

#### Grands tours
| Grand tour           | Tour d'Italie       | Route de France |
| -------------------- | ------------------- | --------------- |
| Coureur (classement) | Evelyn Stevens (5e) | -               |
| Accessits            | 1 victoire d'étape  | -               |

Evelyn Stevens termine troisième de la Route de France mais sous les couleurs de la sélection américaine.

### Classement UCI
| Rang | Coureur          | Points |
| ---- | ---------------- | ------ |
| 3    | Ellen van Dijk   | 924    |
| 7    | Evelyn Stevens   | 527    |
| 21   | Lisa Brennauer   | 244    |
| 22   | Trixi Worrack    | 237    |
| 24   | Carmen Small     | 231    |
| 148  | Loren Rowney     | 22     |
| 260  | Gillian Carleton | 8      |
| 308  | Tayler Wiles     | 6      |
| 428  | Katie Colclough  | 2      |

L'équipe est deuxième au classement UCI. Les équipes Orica - AIS, Specialized-Lululemon et Rabobank Women sont dans un mouchoir de poche avec respectivement 2 138,5, 2 132 et 2 118,75 points.